# Philenora cataplex
Philenora cataplex är en fjärilsart som beskrevs av Turner 1940. Philenora cataplex ingår i släktet Philenora och familjen björnspinnare. Inga underarter finns listade i Catalogue of Life.